# Benue-Kongospråk
Benue-Kongospråken är en språkgrupp som utgör den största grenen av Niger-Kongospråken, både vad gäller antalet språk, av vilka 938 är kända (dialekter oräknade), och antal talare, som utgör ungefär 550 miljoner.  Inom Niger-Kongospråken tillhör Benue-Kongospråken grenen Volta-Kongospråk. Den föreslogs som gruppering första gången av Joseph Greenberg (1963). Senare forskning har visat att gränsen mellan Benue-Kongospråk och några andra grenar av Volta-Kongospråken (till exempel kwaspråk) är ganska otydlig. Detta tyder på en mångfald i ett dialektkontinuum snarare än en tydlig avgränsning av språkfamiljer.  
De huvudsakliga undergrupperingarna inom Benue-Kongospråken, tillsammans med de största språken i fråga om antal talare, är som följer (med antal språk inom varje undergrupp inom parentes): 
- Akpes (1)
- Bantoida språk (668)
  - Sydliga bantoida språk (643)
    - Bantuspråk
    - Tivoida språk (17)
      - Tiv
- Cross River-språk (68)
- Defoida språk (16)
  - Yoruboid (13)
    - Igala
    - Yoruboida språk (15)
      - Yorùbá
      - Itsekiri
- Edoida språk (27)
  - Edo
- Idomoida språk (9)
  - Idoma
- Igboida språk (7)
  - Igbo
- Kainjispråk (57)
- Nupoida språk (12)
  - Nupe
- Oko (1)
- Platåspråk (46)
  - Berom
  - Eggon
- Ukaan (1)